# タミー・シェフィールド
タミー・ミシェル・シェフィールド（Tamie Michelle Sheffield、1970年7月27日 - ）は、アメリカ合衆国の女優でモデルであり、元プロレスラーでもある。

## 生い立ち
ペンシルベニア州メカニクスバーグで生まれ、1988年にメカニクスバーグ高校を卒業した。ウェストチェスター大学では初等教育の学位を取得し、優秀な成績で卒業した。また、中学から大学までチアリーダーとして活躍した。キャンパスツアーも行い、女子学生クラブ「Phi Sigma Sigma」にも所属していた。

## キャリア

### プロレス
その後、カリフォルニアに本拠地を置くWomen of Wrestling (WOW)プロモーションでプロレスラーになった。サンディというリングネームで、サマーというタッグパートナーとともに『ベイウォッチ』のようなライフガードのギミックを与えられた。このタッグチームは、「ビーチパトロール」と命名された。

### 女優
T・シェフィールドは1999年に映画『Wildflower』で女優としてのキャリアをスタートさせ、『Slammed』や『チアリーダー・マサカー 〜戦慄の山小屋〜』、『The Deviants』、『Black Tie Nights』に出演した。また、ランジェリーボウルの司会を2回務めた。2003年、彼女は、NBCのサバイバルゲーム番組『フィアー・ファクター』 の第3シーズンに出場し、自らの恐怖心に向き合ったステージ回で勝者となった。その後、準決勝のために再登場したが、その回では失敗した。

#### 主な出演作
| 年   | 邦題 原題                                                    | 役名                 | 備考           |
| ---- | ------------------------------------------------------------ | -------------------- | -------------- |
| 2003 | コンフィデンス Confidence                                    | クラブダンサー       | ノンクレジット |
| 2003 | チアリーダー・マサカー 〜戦慄の山小屋〜 Cheerleader Massacre | ミズ・ヘンドリックス | 劇場未公開     |
| 2003 | 案山子男2/復讐の雄叫び Scarecrow Slayer                      | 看護師               | 劇場未公開     |
| 2003 | ディボース・ショウ Intolerable Cruelty                       | Santa Fe Tart        |                |
| 2005 | そんな恋ならやめちゃえば? Dating Games People Play           | ティファニー         |                |
| 2007 | 破壊神 Cry of the Winged Serpent                             | グリフィンの妻       | TV映画         |
| 2010 | ダイナクロコvsスーパーゲイター Dinocroc vs. Supergator       | ツアーガイド役       | TV映画         |